# Срце је мудрих у кући жалости
Срце је мудрих у кући жалости је српски филм из 2009. године. Режирао га је Марин Малешевић, који је написао и сценарио заједно са Драганом Станковићем.
Филм је премијерно приказан 9. августа 2009. године.

## Радња
Филм је базиран на две старозаветне приче о Јакову и Јони.
Главни јунак филма је Јаков, младић у двадесетим годинама, суочен са егзистенцијалним проблемима. Чињеница да је скрајнут на друштвену и духовну маргину код Јакова ствара потребу за својеврсном мисијом и он покушава да на крајње бизаран начин осмисли свој живот истрајавајући у својој фикс идеји, да човек који је покушао да му прода библију представља анђела и покушава да од њега добије благослов.
тако Јаков открива и један други свет у којем се остварује-тај свет је градска некропола.

## Улоге
| Глумац                    | Улога            |
| ------------------------- | ---------------- |
| Миливоје Обрадовић        | Јакоб            |
| Александар Ђурица         | Светислав Митић  |
| Ратко Радивојевић         | Живота           |
| Александра Плескоњић-Илић | конобарица Цајка |
| Мирослав Фабри            | економиста       |
| Јелена Ракочевић          | студенткиња      |
| Страхиња Бојовић          |                  |
| Милорад Капор             |                  |

## Награде
Филм је 2009. године добио другу награду за сценарио на Фестивалу филмског сценарија у Врњачкој Бањи.